# Okamura Masayuki
Masayuki Okamura (sinh ngày 18 tháng 5 năm 1977) là một cầu thủ bóng đá người Nhật Bản.

## Sự nghiệp câu lạc bộ
Masayuki Okamura đã từng chơi cho Montedio Yamagata.